# Великоритский сельсовет
Великори́тский сельсовет (белор. Велікарыцкі сельсавет) — административная единица на территории Малоритского района Брестской области Беларуси. Административный центр — агрогородок Великорита.

## История
Образован 12 октября 1940 года в составе Малоритского района Брестской области БССР. 16 июля 1954 года к сельсовету присоединена территория упразднённого Масевичского сельсовета. С 25 декабря 1962 года по 6 января 1965 года в Брестском районе.
19 октября 2017 года территории Великоритского сельсовета Малоритского района Брестской области образована деревня Станция Закрутин. Деревня отнесена к категории сельского населённого пункта.

## Состав
Великоритский сельсовет включает 12 населённых пунктов:
- Антоново — деревня
- Великорита — агрогородок
- Гусак — деревня
- Дубично — деревня
- Лешница — деревня
- Масевичи — деревня
- Новое Роматово — деревня
- Печки — деревня
- Пожежин — деревня
- Старое Роматово — деревня
- Струга — деревня
- Станция Закрутин — деревня[3]

Упразднённые населённые пункты:
- Замошье — хутор